# 中野並助
中野 並助（なかの なみすけ、1883年（明治16年）3月1日 - 1955年（昭和30年）5月23日）は、日本の検察官。日本の検事総長。弁護士。群馬県南甘楽郡神川村（現・多野郡神流町）出身。

## 人物
東大在籍中に郷里に帰省中、偶然逢った小学生時代の同級生から薦められた一言がきっかけになり検察官の道を志す。
松阪広政とは司法省採用が同期で終生の友となる。中野死去の際は葬儀委員長を務める。
福井地方裁判所検事正在任中に、飛島組社長の選挙違反事件で、周囲の猛反対を押し切って立件に持込み、塩野季彦の賞賛を浴びる。
東京地方裁判所検事局次席検事在任中におきた帝人事件では、『世間の常識からみて贈賄するのにその会社の株券を用いる事があるだろうか？』と発言して実証主義に徹し、検事控訴は無いものとの見解を示す。これらの事件を扱った事から、当時、中野は平沼騏一郎、塩野季彦などの思想検事系列の人物と見られていたが、必ずしも思想的に平沼たちに一辺倒たったわけではなく、バランスが取れた人物だった。
太平洋戦争中は時の東條内閣に強い反感を抱き、ごく親しい友人に対して酷評する発言をしていた。
戦後、公職追放の指定を受け、検事総長退任後は弁護士業を開業。

## 略歴
- 1883年（明治16年）- 群馬県南甘楽郡神川村生
- 旧制東京府立第一中学校、旧制第一高等学校卒業
- 1909年（明治42年）
  - 7月10日 - 東京帝國大学法科大学法律学科卒業[1]
  - 8月1日 - 司法省入省 函館地方裁判所 司法官試補[2]
- 1912年（明治45年）
  - 4月18日 - 検事任官[3]。
  - 4月19日 - 名古屋地方裁判所検事局・名古屋区裁判所検事局 予備検事[4]
- 1913年（大正2年）7月14日 - 富山地方裁判所・富山区裁判所 検事[5]
- 1915年（大正4年）1月20日 - 神戸地方裁判所・神戸区裁判所 検事[6]
- 1920年（大正9年）
  - 3月30日 - 大阪地方裁判所・大阪区裁判所 検事[7]
  - 12月10日 - 従六位[8]
- 1923年（大正12年）
  - 7月24日 - 勲六等瑞宝章[9]
  - 10月13日 - 浦和地方裁判所・浦和区裁判所 検事[10]
  - 11月30日 - 正六位[11]
- 1927年（昭和2年）
  - 10月15日 - 従五位[12]
  - 11月29日 - 勲五等瑞宝章[13]
- 1931年（昭和6年）4月8日 - 横浜地方裁判所 検事[14]
- 1932年（昭和7年）11月1日 - 正五位[15]
- 1933年（昭和8年）11月2日 - 勲四等瑞宝章[16]
- 1934年（昭和9年）7月14日 - 福井地方裁判所 検事正[17]
- 1936年（昭和11年）6月24日 - 札幌地方裁判所 検事正[18]
- 1937年（昭和12年）
  - 2月8日 - 東京控訴院 検事[19]
  - 2月13日 - 東京保護観察審査会委員[20]
  - 2月16日 - 弁護士審査委員会予備委員[21]
  - 11月15日 - 従四位[22]
- 1938年（昭和13年）
  - 3月9日 - 勲三等瑞宝章[23]
  - 4月9日 - 東京地方裁判所 検事正[24]
  - 4月25日 - 東京保護観察審査会委員を退任[25]
  - 7月14日 - 司法制度調査委員会臨時委員[26]
- 1940年（昭和15年）
  - 1月27日 - 広島控訴院検事長[27]
  - 2月7日 - 司法制度調査委員会臨時委員を退任[28]
- 1941年（昭和16年）
  - 7月19日 - 大審院検事[29]
  - 7月30日 - 弁護士審査委員会委員[30]
  - 7月31日 - 会計検査官懲戒裁判所検察官[31]
- 1942年（昭和17年）12月1日 - 正四位[32]
- 1943年（昭和18年）
  - 3月27日 - 大阪控訴院検事長[33]
  - 6月1日 - 弁護士審査委員会委員を退任[34]
- 1944年（昭和19年）7月24日 - 検事総長[35]
- 1946年（昭和21年）2月6日 - 公職追放指定、退官
- 1955年（昭和30年）5月23日 - 死去。享年72。墓所は青山霊園。

## 著書
- 犯罪の通路 （中公文庫） ISBN 4-12-201365-8 C1132